# Mangel (Recht)
Unter einem Mangel versteht man im Schuldrecht die Abweichung der tatsächlichen von der vereinbarten Beschaffenheit, was sich in einem Sach- oder Rechtsmangel äußern kann.

## Allgemeines
Der Mangel kommt bei mehreren Vertragstypen vor, insbesondere beim Kaufvertrag, im Mietrecht und Werkvertragsrecht. Die vertraglich geschuldete Leistung weist einen Mangel auf, wenn ihre tatsächliche Beschaffenheit von der Beschaffenheit abweicht, die der Gegenstand haben soll. Ist eine Leistung mangelhaft, stehen ihrem Gläubiger verschiedene Gewährleistungsrechte offen.

## Kaufrecht
Das Kaufrecht unterscheidet zwischen Sach- (§ 434 BGB) und Rechtsmängeln (§ 435 BGB). Die Normen gelten seit dem 1. Januar 2002. Sie beruhen auf der europäischen Verbrauchsgüterkaufrichtlinie von 1999, die ein maßgeblicher Anlass zur Schuldrechtsmodernisierung in Deutschland war. Diese Richtlinie diente der EU-weiten Harmonisierung des Kaufrechts für Verträge, die zwischen Unternehmern und Verbrauchern geschlossen wurden. Sie beschreibt in ihrem Art. 2 Absatz 1, wie eine Kaufsache beschaffen sein muss, damit sie als vertragsgemäße Leistung gilt. Der deutsche Gesetzgeber setzte diese Vorgabe in §§ 434, 435 BGB um. Hierbei ging er über den Anwendungsbereich der Richtlinie hinaus, indem er den Mangelbegriff nicht lediglich für den Verbrauchsgüterkauf, sondern für alle Kaufverträge einheitlich regelte.

### Sachmangel (§ 434 BGB)
(2) Die Sache entspricht den subjektiven Anforderungen, wenn sie
1.
die vereinbarte Beschaffenheit hat,
2.
sich für die nach dem Vertrag vorausgesetzte Verwendung eignet und
3.
mit dem vereinbarten Zubehör und den vereinbarten Anleitungen, einschließlich Montage- und Installationsanleitungen, übergeben wird.
Zu der Beschaffenheit nach Satz 1 Nummer 1 gehören Art, Menge, Qualität, Funktionalität, Kompatibilität, Interoperabilität und sonstige Merkmale der Sache, für die die Parteien Anforderungen vereinbart haben.
(3) Soweit nicht wirksam etwas anderes vereinbart wurde, entspricht die Sache den objektiven Anforderungen, wenn sie
1.
sich für die gewöhnliche Verwendung eignet,
2.
eine Beschaffenheit aufweist, die bei Sachen derselben Art üblich ist und die der Käufer erwarten kann unter Berücksichtigung
a)
der Art der Sache und
b)
der öffentlichen Äußerungen, die von dem Verkäufer oder einem anderen Glied der Vertragskette oder in deren Auftrag, insbesondere in der Werbung oder auf dem Etikett, abgegeben wurden,
3.
der Beschaffenheit einer Probe oder eines Musters entspricht, die oder das der Verkäufer dem Käufer vor Vertragsschluss zur Verfügung gestellt hat, und
4.
mit dem Zubehör einschließlich der Verpackung, der Montage- oder Installationsanleitung sowie anderen Anleitungen übergeben wird, deren Erhalt der Käufer erwarten kann.
Zu der üblichen Beschaffenheit nach Satz 1 Nummer 2 gehören Menge, Qualität und sonstige Merkmale der Sache, einschließlich ihrer Haltbarkeit, Funktionalität, Kompatibilität und Sicherheit. Der Verkäufer ist durch die in Satz 1 Nummer 2 Buchstabe b genannten öffentlichen Äußerungen nicht gebunden, wenn er sie nicht kannte und auch nicht kennen konnte, wenn die Äußerung im Zeitpunkt des Vertragsschlusses in derselben oder in gleichwertiger Weise berichtigt war oder wenn die Äußerung die Kaufentscheidung nicht beeinflussen konnte.
(4) Soweit eine Montage durchzuführen ist, entspricht die Sache den Montageanforderungen, wenn die Montage
1.
sachgemäß durchgeführt worden ist oder
2.
zwar unsachgemäß durchgeführt worden ist, dies jedoch weder auf einer unsachgemäßen Montage durch den Verkäufer noch auf einem Mangel in der vom Verkäufer übergebenen Anleitung beruht.

#### Beschaffenheitsmängel (§ 434 Absatz 1 BGB)
Ein Sachmangel liegt vor, wenn die Kaufsache nicht die Beschaffenheit aufweist, die sie nach dem Willen der Parteien haben soll. Zur Beschaffenheit einer Sache zählen alle Eigenschaften, die für den Gebrauch der Sache von Bedeutung sind. Dies umfasst zum einen Eigenschaften, die der Sache unmittelbar anhaften, etwa Form und Gewicht. Ebenfalls zur Beschaffenheit zählen Faktoren, die von außen auf die Sache einwirken, beispielsweise Umwelteinflüsse und Mieteinnahmen, die mit der Sache erzielt werden können. Der Verdacht eines Sachmangels stellt einen Mangel dar, wenn dieser die Nutzbarkeit der Sache beeinträchtigt. Dies trifft beispielsweise auf den Verdacht zu, ein Fisch sei mit Salmonellen befallen.
Die Sollbeschaffenheit bestimmt sich gemäß § 434 Abs. 1 BGB anhand dreier Stufen:

##### § 434 Absatz 1 Satz 1 BGB
Vorrangig beurteilt sie sich danach, welche Beschaffenheit die Vertragsparteien vereinbart haben. Liegt eine solche Vereinbarung vor, weist die Kaufsache einen Sachmangel auf, wenn sie von der vereinbarten Beschaffenheit abweicht.
Eine Parteivereinbarung setzt voraus, dass Käufer und Verkäufer entsprechende Willenserklärungen austauschen. Dies kann entweder ausdrücklich oder durch schlüssiges Handeln erfolgen. Ob dies zutrifft, ergibt sich aus der Auslegung der Handlungen der Parteien. Gemäß § 133, § 157 BGB erfolgt dies durch Deutung des Parteiwillens mit Rücksicht auf den objektiven Empfängerhorizont. Eine Beschaffenheitsvereinbarung setzt demnach voraus, dass der Verkäufer rechtlich gegenüber dem Käufer für das Vorliegen der zugesicherten Beschaffenheit einstehen will. Dies trifft etwa zu, wenn der Verkäufer ausdrücklich zusichert, dass die Kaufsache eine bestimmte Eigenschaft besitzt. An einer Willenserklärung des Verkäufers fehlt es demgegenüber regelmäßig, wenn der Verkäufer lediglich erkennt, dass der Käufer von einer bestimmten Beschaffenheit der Kaufsache ausgeht. Ebenfalls liegt keine Willenserklärung des Verkäufers vor, wenn dieser lediglich eigenes Wissen mitteilt. Eine solche Wissensmitteilung liegt oft vor, wenn sich der Verkäufer für den Käufer erkennbar auf eine Informationsquelle bezieht, etwa durch die Formulierung „Unfallschäden lt. Vorbesitzer Nein“. Keine Beschaffenheitsvereinbarung stellt ferner die Beschaffenheitsgarantie dar. Eine solche liegt vor, wenn der Verkäufer zusichert, für das Fehlen einer bestimmten Eigenschaft der Sache verschuldensunabhängig auf Schadensersatz zu haften.
Ob die Beschaffenheitsvereinbarung in einer bestimmten Form getroffen werden muss, beurteilt sich danach, ob der zugehörige Kaufvertrag einer solchen bedarf. Grundsätzlich kann eine Beschaffenheitsvereinbarung somit formlos getroffen werden. Anders verhält es sich beispielsweise beim Kauf eines Grundstücks. Dieser bedarf gemäß § 311b Absatz 1 Satz 1 BGB der notariellen Beurkundung, sodass auch Beschaffenheitsvereinbarungen bezüglich eines Grundstücks dieser Form bedürfen.

##### § 434 Absatz 1 Satz 2 Nummer 1 BGB
Sofern die Parteien keine Beschaffenheitsvereinbarung getroffen haben, beurteilt sich das Vorliegen eines Mangels danach, ob sich die Sache für den Verwendungszweck eignet, den Käufer und Verkäufer voraussetzten. Dies kommt in Betracht, sofern sich Käufer und Verkäufer über einen bestimmten Verwendungszweck der Sache einigen, also entsprechende Willenserklärungen austauschen. Dies kann sowohl ausdrücklich als auch konkludent geschehen.
Als Verwendungszweck kommt jede Art der Nutzung einer Sache in Betracht. So einigen sich die Parteien bei Pkw-Ersatzteilen regelmäßig darüber, dass sich diese für den Pkw eignen. § 434 Absatz 1 Satz 2 Nummer 1 BGB besitzt lediglich einen kleinen Anwendungsbereich, da eine gemeinsame Voraussetzung eines Verwendungszwecks oft das Niveau einer Einigung über die Beschaffenheit einer Sache darstellt, sodass ein Mangel bereits nach § 434 Absatz 1 Satz 1 BGB vorliegt, sofern die beiderseits gewollte Beschaffenheit nicht vorliegt. Von Bedeutung ist § 434 Absatz 1 Satz 2 Nummer 1 BGB, wenn es dem Käufer in einem Rechtsstreit nicht gelingt, das Vorliegen einer Beschaffenheitsvereinbarung nachzuweisen.

##### § 434 Absatz 1 Satz 2 Nummer 2 BGB

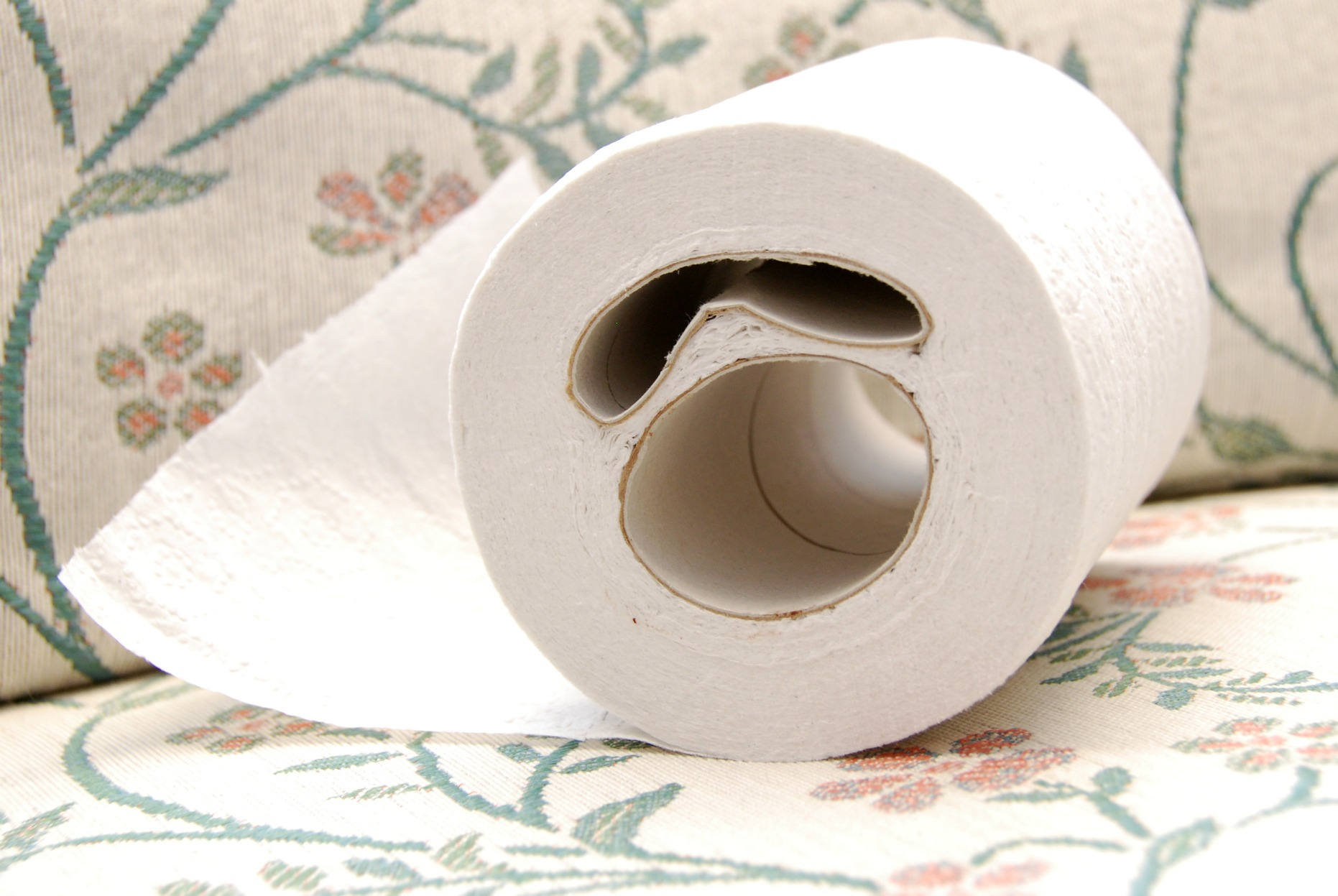
Dieses Toilettenpapier hat einen Produktionsfehler, eignet sich möglicherweise aber noch zum gewöhnlichen Gebrauch.

Setzt der Vertrag keinen Verwendungszweck voraus, beurteilt sich das Vorliegen eines Mangels nach den Erwartungen, die der Käufer billigerweise stellen durfte. Hiernach ist die Sache mangelhaft, wenn sie sich nicht für ihre gewöhnliche Verwendung eignet oder nicht die Beschaffenheit aufweist, die für vergleichbare Sachen üblich ist.
Gemäß § 434 Absatz 1 Satz 3 BGB darf der Käufer insbesondere solche Eigenschaften erwarten, die Verkäufer oder Hersteller öffentlich erwähnt haben, etwa im Rahmen von Werbung. Diese eignet sich, ein schutzwürdiges Vertrauen beim Käufer zu begründen, solange sie keine offensichtlich übertriebenen Aussagen enthält. Werbeaussagen des Herstellers begründen jedoch keinen Sachmangel und damit keine Haftung des Verkäufers, wenn dieser nachweist, dass er die Äußerung weder kannte noch fahrlässig nicht kannte. Diese Möglichkeit schützt insbesondere private Verkäufer, bei denen man regelmäßig nicht erwarten kann, dass sie Werbeaussagen des Herstellers verfolgen.
Ebenfalls nicht zum Vorliegen eines Mangels führen Aussagen, die im Zeitpunkt des Vertragsschlusses berichtigt worden sind. Dies zerstört das Vertrauen des Käufers, dass dieser in die ursprüngliche Aussage haben darf. Dies gilt jedoch nur, wenn die Korrektur eine vergleichbare Breitenwirkung wie die zu korrigierende Aussage besitzt. Hierzu muss sie insbesondere die falsche Aussage bezeichnen und ihren Fehler aufzeigen. Schließlich bleiben Aussagen außer Betracht, die die Kaufentscheidung nicht beeinflussen konnten. Für beide Ausschlussgründe trägt der Verkäufer die Beweislast.

#### Montagemangel (§ 434 Absatz 2 BGB)
Ein Sachmangel kann sich auch daraus ergeben, dass eine Sache, deren Komponenten ihre jeweilige Sollbeschaffenheit aufweisen, nicht ordnungsgemäß durch den Verkäufer montiert wird. Eine Montage liegt vor, wenn die Sache nicht unmittelbar nach der Übergabe gebrauchsbereit ist, sondern erst nutzbar gemacht werden muss. Um eine Montage handelt es sich beispielsweise beim Aufbauen eines Möbelstücks oder beim Installieren von Software. Erfolgt die Montage fehlerhaft, etwa indem das gekaufte Möbelstück schief aufgebaut wird, gilt diese Sache als mangelhaft.
Damit § 434 Absatz 2 BGB zum Zuge kommt, muss es sich beim Vertrag um einen Kauf handeln. Dies ist der Fall, wenn die Montage, die eine Werkleistung darstellt, innerhalb des Vertrags zwischen Käufer und Verkäufer nur einen untergeordneten Teil darstellt. Ist die Montage demgegenüber ein Schwerpunkt der Vertragsleistung, unterliegt die Gewährleistung dem Werkvertragsrecht.
Ein Sachmangel kann auch dadurch begründet werden, dass die Montageanleitung einer Sache, die zur Montage bestimmt ist, fehlerhaft ist. Dies trifft zu, wenn unter normalen Umständen nicht zu erwarten ist, dass sie bei einem durchschnittlich begabten Käufer des vom Kauf regelmäßig betroffenen Personenkreises zu einer sachgemäßen Montage führt. Beschädigt der Käufer infolge des Fehlers der Anleitung die Sache bei der Montage, ist diese mangelhaft. Diese Regelung wird in der Rechtswissenschaft als IKEA-Klausel bezeichnet. Ihre entscheidende Aussage liegt allerdings nicht darin, dass eine fehlerhafte Anleitung zu einem Sachmangel führen kann, denn die fehlerhafte Anleitung stellt bereits einen Sachmangel dar. Bedeutender ist vielmehr, dass die Kaufsache, der eine fehlerhafte Montageanleitung beiliegt, nur dann mangelhaft ist, wenn die Sache falsch zusammengesetzt wird. Umstritten ist in der Rechtswissenschaft, ob fehlerhafte Gebrauchsanleitungen der fehlerhaften Montageanleitung gleichstehen. Befürworter argumentieren, dass die Interessenlage bei beiden Anleitungsformen gleich ist.

#### Falsch- und Mankolieferung (§ 434 Absatz 3 BGB)
Die Lieferung eines Aliud, also einer Falschlieferung, ist begrifflich dem Sachmangel gleichgestellt.
Ob es sich um eine Falschlieferung handelt, hängt davon ab, ob es sich um einen Stück- oder einen Gattungskauf handelt. Beim Stückkauf ist die geschuldete Sache nach ihrer Identität bestimmt. Liefert der Verkäufer also eine andere als die nach ihrer Identität geschuldete Ware ist ein Sachmangel vorhanden.
Die Lieferung einer zu geringen Menge (Mangel bei der Mankolieferung) steht gemäß § 434 Abs. 3 Alt. 2 BGB ebenfalls dem Sachmangel gleich. Ist bei einer Mankolieferung die Nacherfüllung nicht möglich, weil nicht mehr genügend Ware zur Verfügung steht, kommt nur eine Nachlieferung ganz neuer Waren in Betracht. Nicht erfasst von § 434 Abs. 3 Alt. 2 BGB ist die Zuviellieferung. Aus ihr entstehen keine kaufrechtlichen Ansprüche für den Käufer.

#### Gefahrübergang
Damit das Vorliegen eines Mangels Ansprüche des Käufers begründet, muss der Mangel im Zeitpunkt des Gefahrübergangs vorliegen.
Die Unterscheidung zwischen offenen und versteckten Mängeln spielt hinsichtlich der Rügeobliegenheit nur beim beiderseitigen Handelskauf gem. § 377 HGB eine Rolle.

### Arten
Es werden offene Sachmängel, verdeckte Mängel und arglistig verschwiegene Mängel unterschieden. Ein offener Mangel muss bereits bei Übergabe / Abnahme der Sache vorhanden und für jedermann erkennbar sein. Ist ein Mangel zwar vorhanden, aber bei der Übergabe oder Abnahme nicht erkennbar, spricht man von einem verdeckten Mangel. Der verdeckte Mangel ist unverzüglich nach seiner Entdeckung anzuzeigen. Unverzüglich im Sinne des § 377 Abs. 1 HGB ist die Untersuchung bzw. Rüge nur dann, wenn sie ohne schuldhaftes Zögern (§ 121 BGB) erfolgt. Bei arglistig verschwiegenen Mängeln handelt es sich um verdeckte Mängel, die dem Verkäufer oder Auftragnehmer bei der Übergabe oder Abnahme bekannt sind, die er aber absichtlich verschweigt, um sich einen Vorteil zu erschleichen (Beispiel: ein Auto wird als unfallfrei verkauft, obwohl es bereits einen Schaden am Fahrgestell hat und dies dem Verkäufer bekannt war). Verdeckte Mängel verjähren nach zwei Jahren (§ 438 Abs. 1 BGB), arglistig verschwiegene Mängel nach drei Jahren (§ 195, § 438 Abs. 3 BGB).

### Rechtsmangel (§ 435 BGB)
Zu den vertragstypischen Verkäuferpflichten gehört es auch, dem Käufer das Eigentum an der Kaufsache zu verschaffen (§ 433 Abs. 1 Satz 1 BGB). Die Sache muss dazu frei von Rechtsmängeln sein (§ 433 Abs. 1 Satz 2 BGB).
Ein Rechtsmangel liegt immer dann vor, wenn ein Dritter aufgrund eines privaten oder öffentlichen Rechts das Eigentum, den Besitz oder den Gebrauch der Kaufsache beeinträchtigen und der Käufer daher mit der Sache nicht „nach Belieben verfahren und andere von jeder Einwirkung ausschließen“ kann (§ 903 BGB).
Einem Rechtsmangel steht es gleich, wenn im Grundbuch ein Recht eingetragen ist, das in Wirklichkeit nicht besteht (§ 435 Satz 2 BGB). Denn zugunsten des eingetragenen Dritten wird vermutet, dass ihm das Recht tatsächlich zusteht (§ 891 Abs. 1 BGB), worunter beispielsweise die Verkäuflichkeit und die Beleihbarkeit eines scheinbar bereits belasteten Grundstücks leiden.

#### Private Rechte
Zu den privaten Rechten gehören alle dinglichen Rechte. Darunter sind Grunddienstbarkeiten, Nießbrauch, Reallasten, dingliche Vorkaufsrechte, Grundpfandrechte und andere Pfandrechte, dingliche Nutzungsrechte und Mitbenutzungsrechte an Grundstücken zu verstehen. Weiterhin zählen hierzu auch Patente, Gebrauchs- und Geschmacksmuster als auch Markenrechte und andere Immaterialgüterrechte, die der Benutzung der Kaufsache durch den Käufer entgegenstehen.
Auch obligatorische Rechte können einen Rechtsmangel begründen. Obligatorische Rechte sind vertraglich vereinbarte Rechte, die zum Besitz der Sache berechtigen, z. B. das Besitzrecht des Mieters (§ 535 Abs. 1 BGB).

#### Öffentliche Rechte
Öffentliche Rechte können einen Rechtsmangel darstellen, wenn sie die Nutzbarkeit beschränken. Ein Beispiel ist die bestehende Sozialbindung einer Wohnung nach dem Wohnungsbindungsgesetz, die sowohl die Eigen- als auch die Fremdnutzung einschränkt. (§ 459 BGB)

## Rechtsfolgen
Die Rechtsfolgen bei Sach- und Rechtsmängeln unterscheiden sich nicht und sind in § 437 BGB genannt:
- Nacherfüllung (Nachlieferung oder Nachbesserung nach Wahl des Käufers, § 439 BGB)
- Rücktritt vom Vertrag, Schadensersatz bei fehlgeschlagener Nacherfüllung (§ 440 BGB)
- Minderung des Kaufpreises statt Rücktritt (§ 441 BGB)
- Ersatz vergeblicher Aufwendungen (§ 284 BGB)

## Mietrecht
Die Schuldrechtsmodernisierung hat zum 1. Januar 2002 eine redaktionelle Änderung der Vorschriften über die Mietminderung bei Sach- und Rechtsmängeln gebracht. In § 536 BGB a.F. wurde ein „Fehler“ der Mietsache vorausgesetzt. § 536 BGB n.F. spricht von einem „Mangel“. Ein neues inhaltliches Begriffsverständnis ist damit aber nicht verbunden.
Der Mangel muss die Tauglichkeit der Mietsache zum vertragsgemäßen Gebrauch erheblich mindern oder aufheben. Damit ist der mietrechtliche Mangelbegriff enger als im Werkvertragsrecht, das eine solche Einschränkung nicht mehr kennt. Das Merkmal der Aufhebung oder Minderung des Werts oder der Tauglichkeit des Werks für den vertraglich vorausgesetzten Gebrauch in § 633 BGB a.F. wurde aufgegeben.

## Reiserecht
Im Reiserecht ist der Reisemangel ein Mangel, bei dem eine in einem Reise- oder Beförderungsvertrag zugesagte Reiseleistung entweder gar nicht, unvollständig oder abweichend von der vertraglichen Leistungsbeschreibung erbracht wurde. Zentrale Vorschrift ist § 651i Abs. 2 BGB, wonach (im Umkehrschluss zur Vorschrift) ein Reisemangel vorliegt, wenn die Pauschalreise nicht die vereinbarte Beschaffenheit hat oder wenn der Reiseveranstalter Reiseleistungen nicht (Nichterfüllung) oder mit unangemessener Verspätung verschafft.

## Werkvertragsrecht
Der Sachmangelbegriff des Werkvertragsrechts in § 633 Abs. 2 BGB entspricht dem des Kaufrechts in § 434 Abs. 1 BGB. Eine analoge Anwendung des § 434 Absatz 1 Satz 3 BGB im Werkvertragsrecht wird wegen fehlender Planwidrigkeit ausgeschlossen. Im Anwendungsbereich der Vergabe- und Vertragsordnung für Bauleistungen (VOB) ist die Leistung frei von Sachmängeln, wenn sie zur Zeit der Abnahme die vereinbarte Beschaffenheit hat und den anerkannten Regeln der Technik entspricht (§ 13 Abs. 1 Satz 2 VOB/B).

## International
Ein Sachmangel liegt nach Schweizer Recht vor, wenn die gelieferte Sache nicht über die Eigenschaften verfügt, die nach Treu und Glauben vom Käufer erwartet werden durften, also eine ungünstige Abweichung von der Sollbeschaffenheit vorliegt. oder bei einer Abweichung von den zugesicherten Eigenschaften (Art. 197 OR), welche nicht erheblich sein zu braucht. Als Zusicherung gilt die Erklärung des Verkäufers über das Vorliegen von Eigenschaften oder über das Fehlen von Mängeln. Diese Zusicherung kann sowohl ausdrücklich als auch konkludent erfolgen. Die rechtsgeschäftliche Erklärung der Zusicherung des Verkäufers muss für den Käufer kausal für dessen Kaufentschluss und dies vom Verkäufer erkennbar gewesen sein. Als Zusicherung gilt dabei jede Erklärung durch den Verkäufer, welcher vom Käufer als Zusicherung von objektiv feststellbaren Eigenschaften verstanden werden darf, weshalb eine Anpreisung zu Werbezwecken nicht als Zusicherung gilt.
Wer in Österreich einem anderen eine Sache gegen Entgelt überlässt, leistet gemäß § 922 Abs. 1 ABGB Gewähr, dass sie dem Vertrag entspricht. Er haftet also dafür, dass die Sache die bedungenen oder gewöhnlich vorausgesetzten Eigenschaften hat, dass sie seiner Beschreibung, einer Probe oder einem Muster entspricht und dass sie der Natur des Geschäftes oder der getroffenen Verabredung gemäß verwendet werden kann. Ob die Sache dem Vertrag entspricht, ist auch danach zu beurteilen, was der Käufer auf Grund der über sie gemachten öffentlichen Äußerungen des Verkäufers oder des Herstellers, vor allem in der Werbung und in den der Sache beigefügten Angaben, erwarten kann; das gilt auch für öffentliche Äußerungen einer Person, die die Sache in den Europäischen Wirtschaftsraum eingeführt hat oder die sich durch die Anbringung ihres Namens, ihrer Marke oder eines anderen Kennzeichens an der Sache als Hersteller bezeichnet. Solche öffentlichen Äußerungen binden den Verkäufer jedoch nicht, wenn er sie weder kannte noch kennen konnte, wenn sie beim Abschluss des Vertrags berichtigt waren oder wenn sie den Vertragsabschluss nicht beeinflusst haben konnten. Der Verkäufer leistet gemäß § 924 ABGB die Gewähr für Mängel, die bei der Übergabe vorhanden sind. Gemäß § 932 Abs. 1 ABGB kann der Käufer wegen eines Mangels die Verbesserung (Nachbesserung oder Nichterfüllung des Fehlenden), den Austausch der Sache, eine angemessene Minderung des Entgelts (Preisminderung) oder die Aufhebung des Vertrags (Wandlung) fordern. Hat der Verkäufer den Mangel verschuldet, so kann der Käufer auch Schadenersatz fordern (§ 933a Abs. 1 ABGB).
Im UN-Kaufrecht hat der Verkäufer gemäß Art. 35 Abs. 1 CISG Ware zu liefern, die in Menge, Qualität und Art sowie hinsichtlich der Verpackung den Anforderungen des Vertrags entspricht. Während der Käufer nach deutschem Recht bei einer nicht vertragsgemäßen Menge der Warenlieferung grundsätzlich keine Gewährleistungsansprüche geltend machen kann, behandelt das UN-Kaufrecht die Quantität einer Lieferung bei den Festlegungen bezüglich der Vertragsgemäßheit der Ware. Der Käufer kann Ersatzlieferung (Art. 46 Abs. 2 CISG), Nachbesserung (Art. 46 Abs. 3 CISG), Aufhebung des Vertrags (Art. 49 CISG), Minderung des Kaufpreises (Art. 50 CISG) und Schadensersatz wegen Nichterfüllung (Art. 45 lb CISG) verlangen.